# Europeiska socialdemokratiska partiet
Europeiska socialdemokratiska partiet (engelska: Party of European Socialists, PES), eller enbart Europeiska socialdemokraterna, är ett socialdemokratiskt europeiskt parti och det näst största partiet som finns representerat i Europaparlamentet, där dess ledamöter ingår i Gruppen Progressiva förbundet av socialdemokrater i Europaparlamentet (S&D-gruppen). Partiet har även företrädare i Europeiska rådet, Europeiska unionens råd och Europeiska kommissionen. Partiledare är Stefan Löfven. Generalsekreterare är Giacomo Filibeck
PES baserar sin politik på fem grundläggande värderingar: frihet och demokrati, jämlikhet och rättvisa samt solidaritet. Partiet vill bygga en ”social union” för att uppnå hållbar fred, framsteg och välstånd. Partiet motsätter sig den åtstramningspolitik som genomfördes efter finanskrisen 2007–2008 och vill istället se en mer expansiv finanspolitik. Bland annat förespråkar partiet att Europeiska centralbankens uppgifter breddas till att inte bara omfatta upprätthållandet av prisstabilitet, utan även stimulering av ekonomisk tillväxt.
Bland partiets medlemspartier återfinns bland annat tyska Socialdemokraterna, franska Socialistiska partiet, brittiska Labour, svenska Socialdemokraterna och finländska Socialdemokraterna.

## Historia
PES föregångare, ”Konfederationen av socialdemokratiska partier i Europeiska gemenskapen”, bildades 1973 i Bonn, Västtyskland. 1978 antog konfederationen sitt första valmanifest inför det första direkta valet till Europaparlamentet som ägde rum 1979. Valmanifestet fokuserade på bland annat rätten till ett värdigt arbete, bekämpning av utsläpp och diskriminering, förbättrat konsumentskydd och grundläggande rättigheter. Under 1980-talet tillkom nya socialistiska partier från Grekland, Portugal och Spanien.
1992 ombildades konfederationen till ett parti, ”Europeiska socialdemokratiska partiet”, i samband med ratificeringen av fördraget om Europeiska unionen. 2004 blev Poul Nyrup Rasmussen vald till ny partiledare efter att ha vunnit mot Giuliano Amato. Han blev omvald som partiledare två gånger och satt därför kvar fram till november 2011, då Sergej Stanisjev blev ny partiledare. Inför valet 2014 beslutade partiet att nominera en egen kandidat till kommissionsordförande och drev därmed också på de andra etablerade europeiska partierna att föreslå egna kandidater.
Den 14 juni 2017 erkändes Europeiska socialdemokratiska partiet som det tredje officiella europeiska partiet i enlighet med det regelverk för europeiska partier som trädde i kraft den 1 januari 2017.

## Ideologi och politiska ståndpunkter
PES baserar sin politik på en pro-europeisk socialdemokrati. Partiets främsta profilfråga är vad partiet kallar ett ”socialt Europa”, som innebär bland annat att det europeiska samarbetet ska användas för att förbättra medborgarnas levnadsvillkor, framför allt för de allra mest ekonomiskt och socialt utsatta. Partiet vill att Europeiska unionen garanterar en gemensam miniminivå på socialstandard för alla medborgare. PES vill att Europeiska kommissionen river upp utstationeringsdirektivet i dess nuvarande form eftersom partiet anser att direktivet leder till lönedumpning. Partiet vill också införa en ”europeisk ungdomsgaranti” som ska garantera alla ungdomar ett arbete, en utbildning eller en yrkesutbildning senast fyra månader efter att personen är klar med sin tidigare utbildning eller har blivit arbetslös. Partiet motsätter sig åtstramningspolitik och vill istället se en expansiv finanspolitik som lösning på den ekonomiska krisen som uppstod till följd av finanskrisen 2007–2008.

## Organisation
PES leds av sin partiledare, som utses av en kongress. Kongressen är partiets högsta beslutande organ och består av delegater från medlemspartierna. Den sammanträder två gånger under en femårsperiod. Kongressen antar resolutioner och valmanifest på partiets vägnar. Ett partiråd sammanträder de år då kongressen inte gör det och ansvarar för att forma partiets politik.
Inför varje sammanträde i Europeiska rådet organiserar PES ett förmöte mellan partiets ledande politiker, däribland partiledaren, företrädarna i Europeiska kommissionen och stats- eller regeringschefer på nationell nivå.

### Samverkande organisationer
PES samarbetar med flera olika organisationer. Unga europeiska socialdemokrater (YES) är partiets ungdomsförbund och grundades samtidig som partiet 1992. Ungdomsförbundet består i sin tur av medlemsorganisationer på nationell nivå.
I Europaparlamentet, Regionkommittén och Europarådets parlamentariska församling finns partigrupper som samlar PES företrädare. PES samarbetar även med Socialistinternationalen. Sedan 2008 har PES även en egen politisk stiftelse kallad Stiftelsen för europeiska progressiva studier (FEPS).

## Partiföreträdare

### Lista över partiledare
- 1974–1979: Wilhelm Dröscher (Tyskland, SPD)
- 1979–1980: Robert Pontillon (Frankrike, PS)
- 1980–1987: Joop den Uyl (Nederländerna, PvdA)
- 1987–1989: Vítor Constâncio (Portugal, PS)
- 1989–1992: Guy Spitaels (Belgien, PS)
- 1992–1994: Willy Claes (Belgien, SP)
- 1995–2001: Rudolf Scharping (Tyskland, SPD)
- 2001–2004: Robin Cook (Storbritannien, Labour)
- 2004–2011: Poul Nyrup Rasmussen (Danmark, S)
- 2011–2022: Sergej Stanisjev (Bulgarien, BSP)
- 2022–: Stefan Löfven (Sverige, SAP)

### Europaparlamentet

Nuvarande mandatfördelning efter politisk grupp i Europaparlamentet
Mandat tillhörande S&D-gruppen

I Europaparlamentet ingår PES ledamöter i Gruppen Progressiva förbundet av socialdemokrater i Europaparlamentet (S&D-gruppen). Med ett 190-tal ledamöter är gruppen den näst största i parlamentet. Gruppledare är Udo Bullmann.
Efter valet 2009 inledde PES ett samarbete med Demokratiska partiet för att stärka partiernas inflytande i parlamentet. Detta ledde till en ombildning av den tidigare socialdemokratiska gruppen till den nuvarande S&D-gruppen. Socialdemokraterna har traditionellt varit starka i parlamentet, men sedan valet 1999 är kristdemokratiska Europeiska folkpartiet (EPP) större.

### Europeiska rådet och Europeiska unionens råd
I Europeiska rådet och Europeiska unionens råd finns PES representerat med sina stats- eller regeringschefer och ministrar. Inför varje sammanträde i Europeiska rådet träffas de stats- eller regeringschefer som tillhör PES innan sammanträdet. Vid dessa förmöten brukar även PES partiledare samt andra ledande politiker tillhörande PES på nationell och europeisk nivå närvara.
|  |                   | Namn              | Partitillhörighet | Medlem sedan | Befattning                | Senaste val | Nästa val |  |
|  | ----------------- | ----------------- | ----------------- | ------------ | ------------------------- | ----------- | --------- |  |
|  | Mette Frederiksen | Mette Frederiksen | PES (S)           | 2019-06-27   | Danmarks statsminister    | 2019        | 2023      |  |
|  |                   | Robert Abela      | PES (PL)          | 2020-01-13   | Maltas premiärminister    | 2022        | 2027      |  |
|  | Pedro Sánchez     | Pedro Sánchez     | PES (PSOE)        | 2018-06-01   | Spaniens premiärminister  | 2019        | 2023      |  |
|  | Olaf Scholz       | Olaf Scholz       | PES (SPD)         | 2021-12-08   | Tysklands förbundskansler | 2021        | 2025      |  |

### Europeiska kommissionen
I Europeiska kommissionen finns PES representerat med sina kommissionsledamöter. Fyra kommissionsordförande har tillhört PES och dess föregångare: Sicco Mansholt (1972–1973), Roy Jenkins (1977–1981), Jacques Delors (1985–1995) och Manuel Marín (1999).

## Medlemspartier och parlamentarisk representation
| Medlemsstat    | Mandat i nationellt parlament | Mandat i Europaparlamentet | Nationella medlemspartier                                                    |
| -------------- | ----------------------------- | -------------------------- | ---------------------------------------------------------------------------- |
| Belgien        | 39 / 150                      | 4 / 21                     | Socialistische Partij Anders, Socialistiska partiet (franskspråkiga Belgien) |
| Bulgarien      | 84 / 240                      | 4 / 17                     | Bulgariska socialistpartiet                                                  |
| Cypern         | 5 / 56                        | 1 / 6                      | Kínima Sosialdimokratón                                                      |
| Danmark        | 45 / 179                      | 3 / 13                     | Socialdemokraterne                                                           |
| Estland        | 19 / 101                      | 1 / 6                      | Socialdemokratiska partiet                                                   |
| Finland        | 42 / 200                      | 2 / 13                     | Socialdemokraterna                                                           |
| Frankrike      | 274 / 577                     | 13 / 74                    | Socialistiska partiet                                                        |
| Grekland       | 27 / 300                      | 2 / 21                     | PASOK                                                                        |
| Irland         | 33 / 166                      | 0 / 11                     | Arbetarpartiet                                                               |
| Italien        | 297 / 630                     | 31 / 73                    | Demokratiska partiet, Partito Socialista Italiano                            |
| Kroatien       | 42 / 151                      | 2 / 11                     | Kroatiens socialdemokratiska parti                                           |
| Lettland       | 0 / 100                       | 0 / 9                      |                                                                              |
| Litauen        | 38 / 141                      | 2 / 11                     | Litauens socialdemokratiska parti                                            |
| Luxemburg      | 13 / 60                       | 1 / 6                      | Socialistiska arbetarpartiet                                                 |
| Malta          | 39 / 69                       | 3 / 6                      | Partit Laburista                                                             |
| Nederländerna  | 38 / 150                      | 3 / 26                     | Arbetarpartiet                                                               |
| Polen          | 25 / 460                      | 5 / 51                     | Demokratiska vänsterförbundet                                                |
| Portugal       | 74 / 230                      | 8 / 21                     | Socialistpartiet                                                             |
| Rumänien       | 149 / 412                     | 16 / 32                    | Socialdemokratiska partiet                                                   |
| Slovakien      | 83 / 150                      | 4 / 13                     | Riktning – socialdemokrati (suspenderat)                                     |
| Slovenien      | 10 / 90                       | 1 / 8                      | Socialdemokraterna                                                           |
| Spanien        | 110 / 350                     | 14 / 54                    | Spanska socialistiska arbetarpartiet                                         |
| Storbritannien | 257 / 650                     | 20 / 73                    | Labour, Social Democratic and Labour Party                                   |
| Sverige        | 113 / 349                     | 5 / 20                     | Socialdemokraterna                                                           |
| Tjeckien       | 54 / 200                      | 4 / 21                     | Tjeckiens socialdemokratiska parti                                           |
| Tyskland       | 194 / 631                     | 27 / 96                    | Socialdemokraterna                                                           |
| Ungern         | 29 / 199                      | 2 / 21                     | Ungerns socialistiska parti                                                  |
| Österrike      | 40 / 183                      | 5 / 18                     | Socialdemokraterna                                                           |

## Valresultat
Nedan redovisas valresultatet för PES och dess föregångare i andel vunna mandat i val till Europaparlamentet.